# آلیسون واندرلند
الکساندرا مارگو شولر (زادهٔ ۲۷ سپتامبر ۱۹۸۶)، با نام اجرایی آلیسون واندرلند، تهیه‌کننده، دی‌جی و خوانندهٔ موسیقی رقص الکترونیک استرالیایی است. اولین آلبوم او با نام فرار در ۲۰ مارس ۲۰۱۵ منتشر شد، که در جایگاه ۶ چارت آلبوم‌های ای‌آرآی‌ای قرار گرفت و از سوی ای‌آرآی‌ای گواهینامهٔ طلا را دریافت کرد. دومین آلبوم او، بیدار، در جایگاه اول آلبوم‌های رقص/الکترونیک برتر بیلبورد قرار گرفت. او در اکتبر ۲۰۱۸ در جایگاه ۹۶ فهرست ۱۰۰ دی‌جی برتر دی‌جی مگ قرار گرفت. وی همچنین با صورتحساب بالاترین دی‌جی زن در تاریخ کواچلا است. خارج از اینکه شهرت او به خاطر موسیقی‌اش است، صریحاً در مورد حمایت از بهداشت روانی‌اش صحبت می‌کند و مرتباً تجربیاتش را با طرفدارانش در میان می‌گذارد.

## شخصیتی

### سال‌های اولیه
آلیسون واندرلند در سال ۱۹۸۶ با نام الکساندرا شولر متولد شد. او اصالتاً کروات است. او در سیدنی بزرگ شد و در آنجا به عنوان یک موسیقی‌دان کلاسیک، و متخصص در ویولنسل آموزش می‌دید. وی به عنوان نوازندهٔ ویولنسل با اپرای جوانان سیدنی اجرا کرد و بعداً در چند گروه ایندی راک محلی نوازندهٔ گیتار بیس بود.
واندرلند بعداً خاطرنشان کرد که چگونه به موسیقی رقص الکترونیک علاقه پیدا کرده‌است، "من به یک باشگاه به نام Candy's Apartment رفتم … یک نفر آهنگ 'فریاد خاموش' از د نایف را پخش کرد … من به یاد دارم که کاملاً منطقه بندی کردم … به سمت دی‌جی رفتم و پرسیدم، 'این آهنگ چیست؟! لطفاً کسی بگوید که این آهنگ چیست، زیرا این شگفت‌انگیز است'.". نام اجرایی وی از رمان لوئیس کارول به نام آلیس در سرزمین عجایب گرفته شده‌است.

### بهداشت روانی
در سال ۲۰۱۸، آلیسون واندرلند فاش کرد که او با افسردگی و افکار خودکشی، ناشی از یک رابطهٔ آزاردهنده، مبارزه می‌کرده‌است. او اشتهای خود را برای غذا و تعامل اجتماعی با دیگران کاملاً از دست داده بود، و در یک لحظه اقدام به خودکشی کرد. نوشتن اشعار آلبوم بیدار در سال ۲۰۱۷ درمان آن بود. در سال ۲۰۱۹، او تصمیم گرفت چندین نمایش را در اروپا لغو کند تا پس از مشورت با مدیران و پزشکان شخصی‌اش بر روی بهداشت روانی خود تمرکز کند، که با حمایت گسترده از سوی بسیاری از دی‌جی‌ها، هنرمندان ئی‌دی‌ام و طرفداران همراه بود.

## حرفه

### ۲۰۱۲–۲۰۱۳: ریمیکس‌ها و اجراها
در طول سال ۲۰۱۲ او ریمیکس آهنگ «کاش هرگز تو را ملاقات نکرده بودم» از سم اسپارو را انجام داد، که یک آهنگ پاداش در نسخهٔ ژاپنی آلبوم دوم این خواننده، بازگشت به بهشت (ژوئن ۲۰۱۲) بود. سنها داو از موزیک فیدز اظهار کرد: «[او] یک بار دیگر ثابت کرد که چرا او تا حدودی به یک مرجع ریمیکس تبدیل شده‌است. اجرای وی که اخیراً توسط کسی غیر از پیت تانگ در رادیو بی‌بی‌سی ۱ انجام شده‌است، کاملاً آوازهای خامه‌ای اسپارو را تکمیل می‌کند. این تنظیم که با حساسیت دیپ هاوس تلفیق شده و در عین حال با خصوصیات اصلی نقش بسته‌است، دقیقاً همان چیزی را توصیف می‌کند که یک ریمیکس خوب باید باشد - ادای احترامی به نسخه اصلی.»
همچنین در سال ۲۰۱۲ واندرلند با جشنواره موسیقی پارک‌لایف تور برگزار کرد، و از سپتامبر تا اکتبر از پارک‌های شهرهای استرالیا بازدید کرد. فهرست او شامل ریمیکس‌های او، مانند "ای کاش هرگز تو را ملاقات نکرده بودم" از اسپارو و "چشم‌های آبی از لیدی‌هاوک (نسخهٔ ریمیکس آلیسون واندرلند)". موارد مهم آن توسط فالکونا در ویمیو ارائه شد، وی همچنین در آنجا با بوندی ویسپرز مصاحبه کرد. لورن پین از پرپل اسنیکرز متوجه شد، که نسخهٔ "چشم‌های آبی" از واندرلند یک ریمیکس بسیار دیجیتالی از آهنگ جدید و جذاب لیدی‌هاوک است. تعویض گیتار و درام برای یک فضای الکترونیکی‌تر، [واندرلند] برخی از اصلاحات تکنیکی را در تک‌آهنگ و محصول نهایی انجام داده، که در سبک حقیقی [واندرلند]، کاملاً باشکوه است!"

### ۲۰۱۳–۲۰۱۴: «آماده شو» تا آرام باش
آلیسون واندرلند اولین تک‌آهنگ خود را با عنوان «آماده شو» (به همراه فیشینگ) در ژوئیه ۲۰۱۳ منتشر کرد. این آهنگ را شولر به همراه راسل فیتزگیبون، برندان پیکیو و داگلاس رایت نوشت. فیتزگیبون و رایت در یک دوئت موسیقی هاوس، به نام فیشینگ، اجرا می‌کنند. در سال ۲۰۱۴ او با ئی‌ام‌آی موزیک استرالیا، که بخشی از یونیورسال موزیک استرالیا است، قرارداد بست. وی به عنوان دی‌جی، یک تور ملی را آغاز کرد و در انبارها اجرا می‌کرد.
در ۲۷ ژوئن ۲۰۱۴ اولین آلبوم چندآهنگهٔ پنج قطعه ای او، آرام باش، منتشر شد. که دو تک‌آهنگ به نام‌های «من تو را می‌خواهم» (مه) و «سرد» در آن وجود داشت. «من تو را می‌خواهم» که توسط شولر به همراه اندرو سوانسون (معروف به دجمبا دجمبا) نوشته شده‌است، به جایگاه شماره ۳۸ در چارت تک‌آهنگ‌های ای‌آرآی‌ای رسید، و در سال ۲۰۱۶ توسط ای‌آرآی‌ای گواهینامهٔ طلا گرفت. این در جایگاه نخست چارت‌های هایپ مشین قرار گرفت که بزرگ‌ترین موفقیت وی تا آن زمان بود.

### ۲۰۱۵–۲۰۱۶: فرار تا «مسیحا»
در فوریه ۲۰۱۵، واندرلند «تو نمی‌دانی» را منتشر کرد که وین کوین از فلیمینگ لیپس در آن خوانندهٔ مهمان بود. موزیک ویدئوی آن به دلیل حضور کریستوفر مینتس-پلس به عنوان نقش اصلی در کنار واندرلند محبوب شد. «تو نمی‌دانی» در جایگاه ۶۳ چارت تک‌آهنگ‌های ای‌آرآی‌ای قرار گرفت. در ماه مارس، واندرلند اولین آلبوم استودیویی خود را به نام فرار منتشر کرد. واندرلند در آلبومش با هنرمندان استرالیایی، نظیر اسلامبرجک و سافیا و همچنین تهیه‌کنندگان مختلف، مانند دجمبا دجمبا، آو و لیدو همکاری کرد. در استرالیا به جایگاه ششم و در نیوزیلند به جایگاه شماره ۱۲ رسید. کی اسپنس از سایت YourEDM.com آلبوم را به دلیل تنوع و مشارکت وی در آلبوم تحسین کرد، زیرا به عنوان نویسنده، خواننده و تهیه‌کننده به آلبوم اعتبار داد. آهنگ اصلی به همراه یک موزیک ویدئو در ۱۱ ژوئن به صورت تک‌آهنگ منتشر شد. این موزیک ویدئو به جایگاه ۶ در استرالیا رسید که آن به بزرگترین موفقیت وی تاکنون تبدیل شد. «فرار» از ۲۰ ژانویه ۲۰۱۶ بیش از دو میلیون پخش آنلاین در اسپاتیفای داشته‌است.
در ۴ اوت ۲۰۱۵ ویدئویی برای یکی از آهنگ‌های آلبوم، «آن را به واقعیت برسان» با حضور سافیا منتشر شد در ۴ سپتامبر ۲۰۱۵ فرار در انگلستان منتشر شد. سومین و آخرین تک‌آهنگ به نام «بازی‌ها» در ۹ سپتامبر منتشر شد و توسط اسپنس به دلیل نداشتن عناصر ترپ، که در بیشتر آهنگ‌های واندرلند قرار دارد مورد تحسین قرار گرفت. این موزیک ویدئو در همان روز منتشر شد و شامل صحنه‌ای بود که واندرلند در آن بسیاری از ورزش‌ها از جمله گریدیرون، ورزش‌های رزمی و شطرنج را انجام می‌داد. نسخه‌ای لوکس از فرار در تاریخ ۳۰ اکتبر منتشر شد که شامل ریمیکس‌هایی از تک‌آهنگ‌های، «تو نمی‌دانی»، «من تو را می‌خواهم»، «بازی‌ها»، «فرار» و «آماده آماده» بود.
آلیسون واندرلند در دو بخش در جوایز موسیقی ای‌آرآی‌ای ۲۰۱۵، بهترین تک‌آهنگ رقص، برای «فرار»؛ و بهترین ویدئو برای «تو نمی‌دانی» به همراه وین کوین، نامزد شد. دومی در بخشی بود که به صورت عمومی رأی داده می‌شد. او یکی از هشت نامزدی بود که دقیقاً دو نامزدی را کسب کرد.
آهنگ او «فرار» در ۲۰۱۵ در فهرست ۱۰۰ تا از داغ‌ترین‌ها در تریپل جی، در جایگاه ۵۹ قرار گرفت. وی در ۶ فوریه ۲۰۱۶ در یک نمایش آهنگ «مسیحا» را رونمایی کرد که عناصر پاپ بیشتری را در مقایسه با آهنگ‌های قبلی در خود جای داده بود. در اواخر سال ۲۰۱۶، به صورت تک‌آهنگ با تهیه‌کنندهٔ هیپ هاپ استرالیایی، M-Phazes منتشر شد.

### ۲۰۱۷–۲۰۱۹: «مکان شاد» تا بیدار
در ۲۲ سپتامبر ۲۰۱۷ آلیسون واندرلند به عنوان بهترین هنرمند سال در جوایز موسیقی الکترونیک انتخاب شد. وی در ۲۱ اکتبر ۲۰۱۷ در فهرست ۱۰۰ دی‌جی برتر مجلهٔ انگلیسی دی‌جی مگ، و در جایگاه ۸۹ قرار گرفت. در ۹ نوامبر ۲۰۱۷ او آهنگ «مکان شاد» را پیش از انتشار آلبوم دوم خود، بیدار، منتشر کرد. کت بین از بیلبورد احساس می‌کرد، «[او] از روی قصد در بالا و پایین‌های بیماری روانی بازی می‌کند. در حالی که واندرلند در مورد تلاش‌هایش برای ماندن در فضاهای آفتابی می‌خواند، آن را با رشته‌های هوا و زنگ‌های زمینی باز می‌کند. تنش‌ها در حالی افزایش می‌یابد که ساختمان منجر به ورزشگاه جنگلی درگیر شلوغی شود، و در یکی از وحشی‌ترین آثار واندرلند تا به امروز فرود آید.» اواخر سال ۲۰۱۷، آلیسون واندرلند تور محلی «پروژهٔ انبار وحشت واندرلند» را آغاز کرد، یک تور اجرا در انبار در بریزبن، ملبورن، سیدنی، و اوکلند با حمایت لیدو، لونیس، پارتی فیور و ایسپ فرگ در میان دیگران. با این حال، به دلیل مشکلات ناشی از آب و هوای نامناسب، تور منجر به یک ضرر مالی فاجعه بار برای آلیسون واندرلند و تیمش به مبلغ تقریبی ۷۷۶۰۰۰ دلار شد، شرکت مسافرتی واندرلند مجبور به انحلال شد و خود واندرلند، که بیشتر از این شرایط رنج می‌برد، مجبور به پرداخت بدهی شد.

### ۲۰۲۰–تاکنون: انتشار سومین آلبوم استودیویی در آینده
وی در فیلم مستند نادیده گرفته‌شده در سال ۲۰۲۰ معرفی شده‌است.
در ۲۳ سپتامبر ۲۰۲۰، واندرلند «چیزهای بد» را منتشر کرد، که اولین تک‌آهنگ از سومین آلبوم استودیویی وی است، که در سال ۲۰۲۱ منتشر می‌شود.

## ترانه‌شناسی

### آلبوم‌های استودیویی
| عنوان                 | اطلاعات                                                        | جایگاه در چارت‌ها | جایگاه در چارت‌ها | جایگاه در چارت‌ها | جایگاه در چارت‌ها |
| عنوان                 | اطلاعات                                                        | استرالیا         | نیوزیلند         | ایالات متحده     | دنس ایالات متحده |
| --------------------- | -------------------------------------------------------------- | ---------------- | ---------------- | ---------------- | ---------------- |
| فرار                  | - تاریخ انتشار: ۲۰ مارس ۲۰۱۵ - ناشر ضبط: ئی‌ام‌آی موزیک استرالیا | ۶                | ۱۲               | —                | ۱                |
| بیدار                 | - تاریخ انتشار: ۶ آوریل ۲۰۱۸ - ناشر ضبط: ئی‌ام‌آی موزیک استرالیا | ۷                | ۱۴               | ۸۸               | ۱                |
| سومین آلبوم استودیویی | - تاریخ انتشار: ۲۰۲۱ - ناشر ضبط:                               | منتشر خواهد شد   | منتشر خواهد شد   | منتشر خواهد شد   | منتشر خواهد شد   |

### آلبوم‌های چندآهنگه
| عنوان    | اطلاعات                                                        |
| -------- | -------------------------------------------------------------- |
| آرام باش | - تاریخ انتشار: ۲۷ ژوئن ۲۰۱۴ - ناشر ضبط: ئی‌ام‌آی موزیک استرالیا |

### تک‌آهنگ‌ها

#### به عنوان خوانندهٔ اصلی
| عنوان                                                                         | سال  | جایگاه در چارت‌ها | جایگاه در چارت‌ها | جایگاه در چارت‌ها | جایگاه در چارت‌ها | گواهینامه          | آلبوم                   |
| عنوان                                                                         | سال  | استرالیا         | هیت نیوزیلند     | داغ نیوزیلند     | دنس ایالات متحده | گواهینامه          | آلبوم                   |
| ----------------------------------------------------------------------------- | ---- | ---------------- | ---------------- | ---------------- | ---------------- | ------------------ | ----------------------- |
| "آماده شو" (به‌همراه فیشینگ)                                                   | ۲۰۱۳ | —                | —                | —                | —                |                    | تک‌آهنگ خارج از آلبوم    |
| "من تو را می‌خواهم"                                                            | ۲۰۱۴ | ۳۸               | —                | —                | —                | - ای‌آرآی‌ای: پلاتین | آرام باش                |
| "سرد"                                                                         | ۲۰۱۴ | —                | —                | —                | —                |                    | آرام باش                |
| "تو نمی‌دانی" (به‌همراه وین کوین)                                               | ۲۰۱۵ | ۶۳               | —                | —                | ۲۹               |                    | فرار                    |
| "فرار"                                                                        | ۲۰۱۵ | —                | —                | —                | —                |                    | فرار                    |
| "بازی‌ها"                                                                      | ۲۰۱۵ | —                | —                | —                | —                |                    | فرار                    |
| "مسیحا" (با M-Phazes)                                                         | ۲۰۱۶ | —                | —                | —                | —                |                    | تک‌آهنگ خارج از آلبوم    |
| "مکان شاد"                                                                    | ۲۰۱۷ | —                | —                | —                | —                |                    | بیدار                   |
| "کلیسا"                                                                       | ۲۰۱۸ | ۵۴               | ۵                | —                | ۳۵               | - ای‌آرآی‌ای: پلاتین | بیدار                   |
| "نه"                                                                          | ۲۰۱۸ | —                | ۷                | —                | ۴۴               |                    | بیدار                   |
| "بسیار" (به‌همراه تریپی رد)                                                    | ۲۰۱۸ | —                | —                | —                | ۱۸               |                    | بیدار                   |
| "آسان"                                                                        | ۲۰۱۸ | —                | ۹                | —                | —                |                    | بیدار                   |
| "ذهنم را از دست داده‌ام" (با دیلان فرانسیس)                                    | ۲۰۱۹ | —                | —                | —                | ۲۳               |                    | تک‌آهنگ‌های خارج از آلبوم |
| "آرامش"                                                                       | ۲۰۱۹ | —                | —                | ۱۸               | ۳۳               |                    | تک‌آهنگ‌های خارج از آلبوم |
| "زمان" (با کوئیکس)                                                            | ۲۰۱۹ | —                | —                | —                | —                |                    | تک‌آهنگ‌های خارج از آلبوم |
| "دبلیو. دبلیو. سی.دی.بی." (با فم)                                             | ۲۰۲۰ | —                | —                | —                | —                |                    | تک‌آهنگ‌های خارج از آلبوم |
| "چیزهای بد"                                                                   | ۲۰۲۰ | —                | —                | —                | ۳۴               |                    | تک‌آهنگ‌های خارج از آلبوم |
| "هرچیز" (با ولنتینو خان)                                                      | ۲۰۲۰ | —                | —                | —                | ۳۵               |                    | تک‌آهنگ‌های خارج از آلبوم |
| نشانهٔ «—» مواردی را نشان می‌دهد که به چارت نرسیده‌اند یا در آنجا منتشر نشده‌اند. |      |                  |                  |                  |                  |                    |                         |

#### به عنوان خوانندهٔ مهمان
| عنوان                                        | سال  | آلبوم                |
| -------------------------------------------- | ---- | -------------------- |
| "پریشان" (چیت پورتر به‌همراه آلیسون واندرلند) | ۲۰۲۰ | تک‌آهنگ خارج از آلبوم |

### ریمیکس‌ها
۲۰۱۲
- لیدی‌هاوک: «چشم‌های آبی»[۲۲]
- ۳۶۰: «پسرانی مثل تو»[۷۲]
- لیتل دراگون: «برهم زدن یک رؤیا»[۷۳]

۲۰۱۴
- کراکد کالرز: «پایین آمدن»[۷۴]

۲۰۱۵
- دوک دومونت: «رانندگی در اقیانوس»[۷۵]
- هرمیتود: «وزوز»[۷۶]
- جاستین بیبر: «منظورت چیه؟»[۷۷]

۲۰۱۷
- لیدو: «دیوانه»[۷۸]
- دوآ لیپا: «قوانین جدید»[۷۹]

## جوایز و نامزدی‌ها
| سال  | مراسم                  | دریافت‌کننده  | بخش                                 | نتیجه    |
| ---- | ---------------------- | ------------ | ----------------------------------- | -------- |
| ۲۰۱۵ | جوایز جی ۲۰۱۵          | فرار         | آلبوم استرالیایی سال                | نامزدشده |
| ۲۰۱۵ | جوایز موسیقی ای‌آرآی‌ای  | "تو نمی‌دانی" | بهترین ویدئو                        | نامزدشده |
| ۲۰۱۵ | جوایز موسیقی ای‌آرآی‌ای  | "فرار"       | بهترین انتشار رقص                   | نامزدشده |
| ۲۰۱۶ | جوایز موسیقی زنده ملی  | خودش         | هنرمند الکترونیک (یا دی‌جی) زنده سال | نامزدشده |
| ۲۰۱۷ | جوایز موسیقی الکترونیک | خودش         | هنرمند جدید سال                     | برنده    |
| ۲۰۱۷ | جوایز جرج اف‌ام جرجی    | خودش         | هنرمند سال                          | برنده    |
| ۲۰۱۸ | جوایز موسیقی ای‌آرآی‌ای  | خودش         | بهترین هنرمند زن                    | نامزدشده |
| ۲۰۱۸ | جوایز موسیقی ای‌آرآی‌ای  | بیدار        | بهترین انتشار رقص                   | نامزدشده |
| ۲۰۱۸ | بیلبورد رقص            | خودش         | هنرمند موفق                         | برنده    |